# Новониколаевск (Иркутская область)
Новоникола́евск — село в Эхирит-Булагатском районе Иркутской области России. Административный центр Новониколаевского муниципального образования. 

## География
Село расположено на расстоянии примерно 44 км к северо-востоку от посёлка Усть-Ордынский, административного центра района, и 111 км к северо-востоку от города Иркутска, административного центра области.

## Население
| 2002 | 2010 | 2011 | 2012 |
| ---- | ---- | ---- | ---- |
| 645  | ↘460 | ↘458 | ↘438 |

### Половой состав
По данным Всероссийской переписи, в 2010 году в селе проживало 460 человек (233 мужчины и 227 женщин).